# Zwitserland op het Eurovisiesongfestival 1987
Zwitserland nam deel aan het  Eurovisiesongfestival 1987, gehouden in Brussel, België. Het was de 32ste deelname van het land.

## Selectieprocedure
Men koos ervoor om een nationale finale te houden. Deze vond plaats in de studio's van RTSI in Lugano, en werd gepresenteerd door Letizia Brunati .
Aan deze finale deden 9 acts mee en de winnaar werd bepaald door 3 regionale jury's, een expertjury en persjury.
| Volgorde | Artiest              | Lied                               | Punten | Plaats |
| -------- | -------------------- | ---------------------------------- | ------ | ------ |
| 1        | Rita Nessi & I Team  | "Dimentica"                        | 13     | 8      |
| 2        | Manuela Felice       | "Die liebe ist eine reise"         | 26     | 4      |
| 3        | Paolo Monte          | "Questa vita"                      | 17     | 6      |
| 4        | Carol Rich           | "Moitié, moitié"                   | 45     | 1      |
| 5        | Marc Dietrich        | "Nostradamus"                      | 39     | 2      |
| 6        | Gianni Maselli       | "I giorni miei"                    | 12     | 9      |
| 7        | Pierre Alain & Atlas | "Les pianos de l'Atlantique"       | 25     | 5      |
| 8        | Anetta Philip        | "Mit musik bin ich niemals allein" | 16     | 7      |
| 9        | Furbaz               | "Da cumpignia"                     | 37     | 3      |

## In Brussel
Zwitserland moest als 22ste en laatste aantreden op het festival, net na Joegoslavië. Op het einde van de puntentelling bleek dat ze 26 punten hadden verzameld, goed voor een 17de plaats.
Nederland had 7 punten over en België geen voor de Zwitserse inzending.

### Gekregen punten

#### Finale
| 12 punten | 10 punten | 8 punten                  | 7 punten    | 6 punten              |
| --------- | --------- | ------------------------- | ----------- | --------------------- |
|           |           |                           | - Nederland |                       |
| 5 punten  | 4 punten  | 3 punten                  | 2 punten    | 1 punt                |
| - Turkije | - Cyprus  | - Joegoslavië - Luxemburg | - IJsland   | - Denemarken - Israël |

### Punten gegeven door Zwitserland

#### Finale
Punten gegeven in de finale:
| 12 punten | Ierland             |
| 10 punten | Nederland           |
| 8 punten  | Israël              |
| 7 punten  | Italië              |
| 6 punten  | Noorwegen           |
| 5 punten  | Verenigd Koninkrijk |
| 4 punten  | Cyprus              |
| 3 punten  | Denemarken          |
| 2 punten  | Frankrijk           |
| 1 punt    | Duitsland           |

1956 · 1957 · 1958 · 1959 · 1960 · 1961 · 1962 · 1963 · 1964 · 1965 · 1966 · 1967 · 1968 · 1969 · 1970 · 1971 · 1972 · 1973 · 1974 · 1975 · 1976 · 1977 · 1978 · 1979 · 1980 · 1981 · 1982 · 1983 · 1984 · 1985 · 1986 · 1987 · 1988 · 1989 · 1990 · 1991 · 1992 · 1993 · 1994 · 1995 · 1996 · 1997 · 1998 · 1999 · 2000 · 2001 · 2002 · 2003 · 2004 · 2005 · 2006 · 2007 · 2008 · 2009 · 2010 · 2011 · 2012 · 2013 · 2014 · 2015 · 2016 · 2017 · 2018 · 2019 · 2020 · 2021 · 2022 · 2023 · 2024 · 2025